# Virginia Slims of Washington 1973
Il Virginia Slims of Washington 1973 è stato un torneo di tennis giocato sul sintetico indoor. È stata la 2ª edizione del torneo, che fa parte del Virginia Slims Circuit 1973. Si è giocato a Washington negli USA dal 29 gennaio al 4 febbraio 1973.

## Campionesse

### Singolare
Margaret Court ha battuto in finale  Kerry Reid con il punteggio di 6–1, 6–2

### Doppio
Rosie Casals /  Julie Heldman hanno battuto in finale  Kerry Harris /  Kerry Reid con il punteggio di 6–3, 6–3